# Ермакова, Мария Ивановна
Мария Ивановна Ермакова (урожд. Малыгина; 1894—1969) — советская учительница, директор нескольких школ города Свердловска.

## Биография
Родилась 21 июня 1894 года в деревне Коровино Меленковского уезда Владимирской губернии (ныне — Даниловское сельское поселение Меленковского район Владимирской области) в многодетной крестьянской семье.
В июне 1914 года Мария окончила уездную гимназию с аттестатом учительницы начальных классов. В 1916 году со всей семьёй переехала в посёлок Верхняя Курья, затем — в посёлок Бисер Пермской губернии.
В Бисере по 1926 год работала учительницей начальной школы. Здесь же в 1918 году вышла замуж за П. П. Ермакова, революционера, одного из организаторов Бисерской партийной ячейки. После Октябрьской революции Ермакова стала первым секретарем союза молодежи, была членом женотдела, в октябре 1919 года вступила в РКП(б).
В 1926 году, в связи с переводом мужа на другую работу, переехала в город Троицк Челябинской области, где работала учительницей и заместителем заведующего школой. В 1928 году окончила экстерном исторический факультет Челябинского учительского института. В 1929 году всей семьёй переехала в город Свердловск. Здесь работала в школе № 14, затем заведовала фабрично-заводской школой-семилеткой и школьным комбинатом № 11 (включал детский сад, начальную и среднюю школы). В 1934—1939 годах она работала заведующей школой № 5, где под её контролем было построено новое школьное здание.
Затем работала заместителем заведующего Свердловским областным отделом народного образования (1939—1940), заведующей курсами подготовки учителей для неполной средней школы (1940—1941), заведующей детским домом № 2 (1941—1942), директором фильмотеки (1942). В 1942 году снова возвратилась на работу в школу № 5, в 1944 году перешла на работу в среднюю школу № 3, а затем — в начальную школу № 7, откуда вышла на пенсию.
В 1941 году окончила четыре курса Свердловского педагогического института. Наряду с педагогической деятельностью, занималась общественной — в 1926—1929 годах избиралась депутатом Троицкого горсовета, в 1931—1937 годах была членом пленума Свердловского обкома профсоюза работников просвещения, в 1932—1938 был депутатом Свердловского городского Совета депутатов трудящихся.
Умерла 28 марта 1969 года в Свердловске. Похоронена на Широкореченском кладбище.
Была награждена орденом Ленина (1949), а также медалями, в числе которых «За трудовое отличие» (1967) и «За доблестный труд в Великой Отечественной войне 1941—1945 гг.» (1945).